# (35669) 1998 SO12
(35669) 1998 SO12 est un objet de la ceinture principale d'astéroïdes intérieure découvert en 1998.

## Description
(35669) 1998 SO12 a été découvert le 22 septembre 1998 à Višnjan, une municipalité située dans le comitat d'Istrie en Croatie, par l'Observatoire de Višnjan.

### Caractéristiques orbitales
L'orbite de cet astéroïde est caractérisée par un demi-grand axe de 1,94 ua, un périhélie de 1,76 ua, une excentricité de 0,010 et une inclinaison de 19,77° par rapport à l'écliptique. Du fait de ces caractéristiques, à savoir un demi-grand axe inférieur à 2 ua et un périhélie supérieur à 1,666 ua, il est classé, selon la JPL Small-Body Database, objet de la ceinture principale d'astéroïdes intérieure.

### Caractéristiques physiques
(35669) 1998 SO12 a une magnitude absolue (H) de 16,6 et un albédo estimé à 0,233.